# Osimo
Osimo es una localidad y comune italiana de la provincia de Ancona, región de las Marcas, con 32 798 habitantes.

## Historia
Situada al sureste de Ancona, ciudad como esta de los picenos, recibía el nombre de Auxumo (latín Auximum). Fue colonia romana desde 157 a. C. Sus principales ejes viarios seguían el mismo trazado que dos calles modernas.
Fuera de la ciudad, más allá de sus murallas son visibles los restos de la Fuente Magna, así llamada porque tradicionalmente era atribuida a Pompeyo Magno o quizá por su tamaño. Se conserva parte del ábside del fondo y uno de los muros frontales.

## Evolución demográfica
| Gráfica de evolución demográfica de Osimo entre 1861 y 2001 |
|                                                             |
| Fuente ISTAT - elaboración gráfica de Wikipedia             |